# AaBe

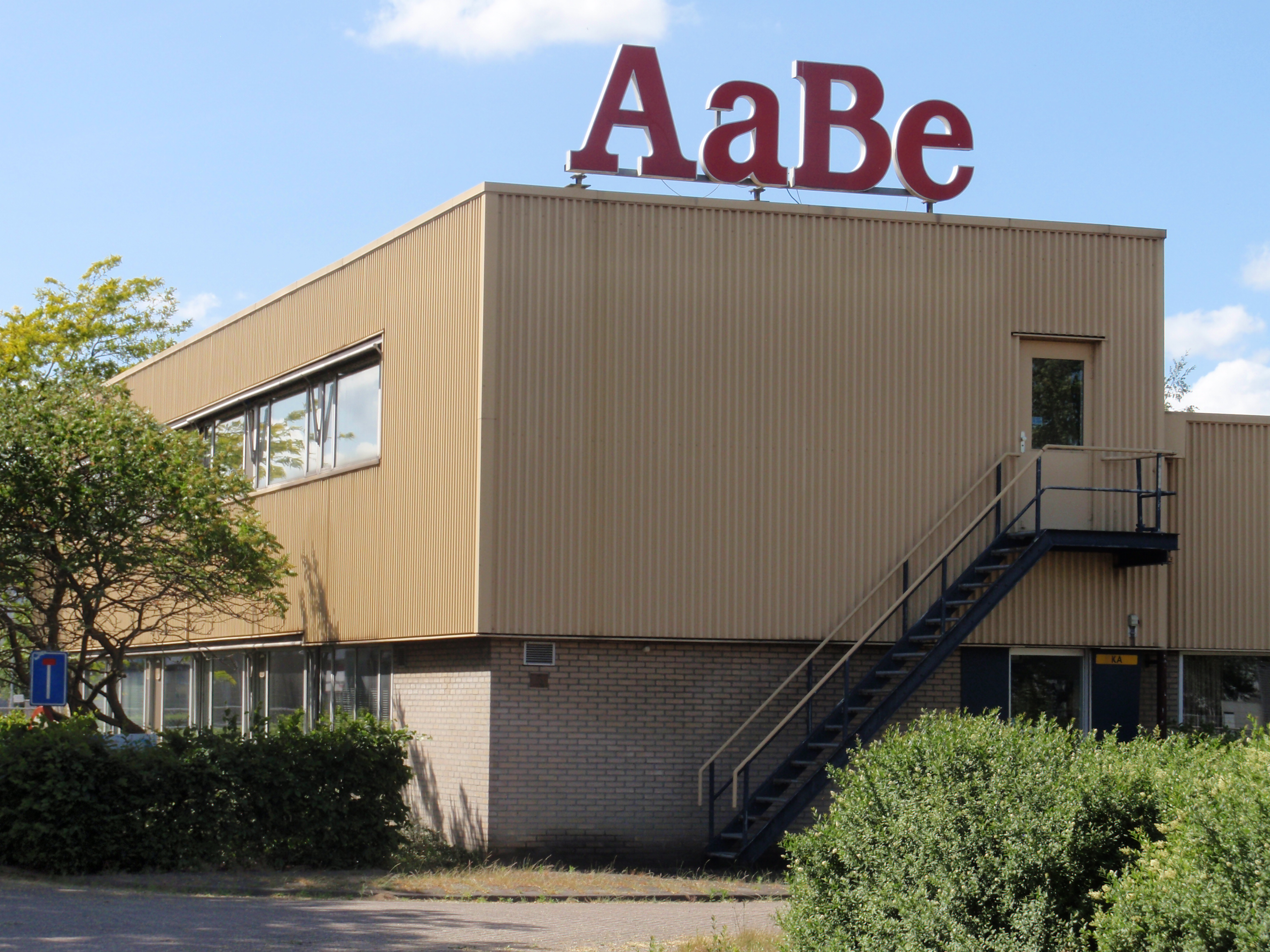
Bedrijfspand van AaBe in 2011

AaBe of voluit: Adolf van den Bergh, wollenstoffen- en wollendekenfabrieken en later 'De Koninklijke AaBe wollen stoffen en dekenfabrieken' was een textielfabriek in Tilburg die bestaan heeft van 1929 tot 2008. Het was wat betreft het aantal werknemers ooit de grootste werkgever van de Tilburgse textielindustrie met in de topdagen 1250 werknemers. Het was de laatst overgebleven Tilburgse textielfabriek. Ten tijde van het faillissement werkten er nog 38 mensen.
De Leidse fabrikant Adolf van den Bergh stichtte een fabriek voor wollen dekens, die bekend stond als BeKa dat in 1816 was opgericht. AaBe splitste zich daar in 1929 van af. Het nieuwe bedrijf, gesticht door F. Adolf L. van den Bergh, liet een groot pand bouwen tussen de Ringbaan Zuid en de Havendijk.
Het bedrijf kwam in 1974 voor het eerst in ernstige moeilijkheden door de concurrentie uit de lagelonenlanden. Dit niet als eerste en enige, de neergang van de Tilburgse textielindustrie dateerde van begin jaren zestig van de twintigste eeuw waarbij veel textielondernemingen sneuvelden. De Nederlandse staat nam het bedrijf over en bracht het onder in het conglomeraat Sigmacon bedoeld als bundeling van de levensvatbare delen van de Tilburgse textielindustrie. Er volgden echter tal van reorganisaties bij Sigmacon en van de meer dan 1000 werknemers waren er in 1980 nog 670 over. Indirecte steunverlening kwam van de gemeente Tilburg die een groot bedrijfspand in 1980 overnam. In 1982 ging ook Sigmacon failliet. Toen werkten er nog 450 mensen.
De fabriek maakte als AaBe Holland BV een doorstart aan de Hoevenseweg. Het bedrijf werd gesteund door een aantal beleggers. Van belang daarbij waren de Tilburgse Paters Capucijnen en hun in 1980 opgerichte Stichting tot Stimulering en Democratisering van de Werkgelegenheid. Men specialiseerde zich in hoogwaardige toepassingen als brandvrije textiel. Het personeelsbestand nam af tot 200. Door de opkomst van het dekbed nam de vraag naar wollen dekens verder af. Dit was de tijd waarin men zich op de vliegtuigbranche ging richten. In 1988 kende de onderneming 5 productgroepen. Naast de dekens verticale brandwerende raamlamellen, kledingstoffen (oa Schotse ruiten), uniformstoffen en bekledingsstoffen voor vliegtuigstoelen. Gedurende de jaren negentig was er echter een crisis in de vliegtuigindustrie. In 1993 en 1994 verloren nog eens 40 mensen hun baan. Begin 1996 leverden alle werknemers nog 10% van hun loon in om het bedrijf te redden. Dit kon het faillissement echter niet verhinderen. Alle overgebleven 135 medewerkers kwamen op straat te staan.
Na het faillissement in 1996 volgde opnieuw een doorstart, nu als AaBe Textiles. Dit bedrijf richtte zich uitsluitend op brandwerend textiel voor de bekleding van vliegtuigstoelen. De keuze voor deze kleine, gespecialiseerde markt bracht het bedrijf in 2001 al in moeilijkheden, toen na de aanslagen van 11 september 2001 een neergang in de luchtvaart volgde. De financiële crisis in 2008 deed de rest en op 23 september 2008 werd het bedrijf failliet verklaard. Directeur Jan Willem Bloemen kocht het bedrijf, dat onder de naam AaBe Textiles Trading werd voortgezet als verkooporganisatie van wollen dekens.